# سی‌اس‌اس تگزاس (۱۸۶۵)
سی‌اس‌اس تگزاس (۱۸۶۵) (به انگلیسی: CSS Texas (1865)) یک کشتی بود که طول آن ۲۱۷ فوت (۶۶٫۱ متر) بود. این کشتی در سال ۱۸۶۵ ساخته شد.